# 特羅伊茨克 (莫斯科)
55°29′29″N 37°18′33″E / 55.49139°N 37.30917°E
特羅伊茨克（羅馬化：Troitsk）是俄羅斯莫斯科特罗伊茨克行政区的一個城市，位於莫斯科西南。2002年人口32,653人。
1646年首次被提及。1977年設市。2012年7月1日起併入莫斯科市。